# Distrito de Guéret
El distrito de Guéret es un distrito (en francés arrondissement) de Francia, que se localiza en el département Creuse, de la région Lemosín (en francés Limousin). Cuenta con 15 cantones y 142 comunas.
La capital de un departamento se llama subprefectura (sous-préfecture). Cuando un departamento contiene la prefectura (capital) del departamento, esa prefectura es la capital del distrito, y se comporta tanto como una prefectura como una subprefectura.

## División territorial

### Cantones
Los cantones del distrito de Guéret son:
1. Ahun
2. Bénévent-l'Abbaye
3. Bonnat
4. Bourganeuf
5. Boussac
6. Châtelus-Malvaleix
7. Dun-le-Palestel
8. Le Grand-Bourg
9. Guéret-Nord
10. Guéret-Sud-Est
11. Guéret-Sud-Ouest
12. Jarnages
13. Pontarion
14. Saint-Vaury
15. La Souterraine

### Comunas
| 1. Ahun (23001)                            | 2. Ajain (23002)                          | 3. Anzême (23004)                     | 4. Arrènes (23006)                    |
| 5. Augères (23010)                         | 6. Aulon (23011)                          | 7. Auriat (23012)                     | 8. Azat-Châtenet (23014)              |
| 9. Azerables (23015)                       | 10. Bazelat (23018)                       | 11. Blaudeix (23023)                  | 12. Bonnat (23025)                    |
| 13. Bord-Saint-Georges (23026)             | 14. Bosmoreau-les-Mines (23027)           | 15. Le Bourg-d'Hem (23029)            | 16. Bourganeuf (23030)                |
| 17. Boussac (23031)                        | 18. Boussac-Bourg (23032)                 | 19. La Brionne (23033)                | 20. Bussière-Dunoise (23036)          |
| 21. Bussière-Saint-Georges (23038)         | 22. Bénévent-l'Abbaye (23021)             | 23. Bétête (23022)                    | 24. La Celle-Dunoise (23039)          |
| 25. La Celle-sous-Gouzon (23040)           | 26. La Cellette (23041)                   | 27. Ceyroux (23042)                   | 28. Chambon-Sainte-Croix (23044)      |
| 29. Chamborand (23047)                     | 30. Champsanglard (23049)                 | 31. La Chapelle-Baloue (23050)        | 32. La Chapelle-Saint-Martial (23051) |
| 33. La Chapelle-Taillefert (23052)         | 34. Châtelus-Malvaleix (23057)            | 35. Châtelus-le-Marcheix (23056)      | 36. Chéniers (23062)                  |
| 37. Clugnat (23064)                        | 38. Colondannes (23065)                   | 39. Cressat (23068)                   | 40. Crozant (23070)                   |
| 41. Domeyrot (23072)                       | 42. Dun-le-Palestel (23075)               | 43. Faux-Mazuras (23078)              | 44. Fleurat (23082)                   |
| 45. La Forêt-du-Temple (23084)             | 46. Fresselines (23087)                   | 47. Gartempe (23088)                  | 48. Genouillac (23089)                |
| 49. Glénic (23092)                         | 50. Gouzon (23093)                        | 51. Le Grand-Bourg (23095)            | 52. Guéret (23096)                    |
| 53. Jalesches (23098)                      | 54. Janaillat (23099)                     | 55. Jarnages (23100)                  | 56. Jouillat (23101)                  |
| 57. Ladapeyre (23102)                      | 58. Lafat (23103)                         | 59. Lavaufranche (23104)              | 60. Leyrat (23108)                    |
| 61. Linard (23109)                         | 62. Lizières (23111)                      | 63. Lourdoueix-Saint-Pierre (23112)   | 64. Lépinas (23107)                   |
| 65. Maison-Feyne (23117)                   | 66. Maisonnisses (23118)                  | 67. Malleret-Boussac (23120)          | 68. Malval (23121)                    |
| 69. Mansat-la-Courrière (23122)            | 70. Marsac (23124)                        | 71. Masbaraud-Mérignat (23126)        | 72. Mazeirat (23128)                  |
| 73. Montaigut-le-Blanc (23132)             | 74. Montboucher (23133)                   | 75. Mortroux (23136)                  | 76. Mourioux-Vieilleville (23137)     |
| 77. Moutier-Malcard (23139)                | 78. Moutier-d'Ahun (23138)                | 79. Méasnes (23130)                   | 80. Naillat (23141)                   |
| 81. Noth (23143)                           | 82. Nouzerines (23146)                    | 83. Nouzerolles (23147)               | 84. Nouziers (23148)                  |
| 85. Parsac (23149)                         | 86. Peyrabout (23150)                     | 87. Pierrefitte (23152)               | 88. Pionnat (23154)                   |
| 89. Pontarion (23155)                      | 90. La Pouge (23157)                      | 91. Rimondeix (23161)                 | 92. Roches (23162)                    |
| 93. Sagnat (23166)                         | 94. Saint-Agnant-de-Versillat (23177)     | 95. Saint-Amand-Jartoudeix (23181)    | 96. Saint-Cristophe (23186)           |
| 97. Saint-Dizier-Leyrenne (23189)          | 98. Saint-Dizier-les-Domaines (23188)     | 99. Saint-Fiel (23195)                | 100. Saint-Georges-la-Pouge (23197)   |
| 101. Saint-Germain-Beaupré (23199)         | 102. Saint-Goussaud (23200)               | 103. Saint-Hilaire-la-Plaine (23201)  | 104. Saint-Hilaire-le-Château (23202) |
| 105. Saint-Laurent (23206)                 | 106. Saint-Léger-Bridereix (23207)        | 107. Saint-Léger-le-Guérétois (23208) | 108. Saint-Marien (23213)             |
| 109. Saint-Martin-Sainte-Catherine (23217) | 110. Saint-Maurice-la-Souterraine (23219) | 111. Saint-Pierre-Chérignat (23230)   | 112. Saint-Pierre-de-Fursac (23231)   |
| 113. Saint-Pierre-le-Bost (23233)          | 114. Saint-Priest-Palus (23237)           | 115. Saint-Priest-la-Feuille (23235)  | 116. Saint-Priest-la-Plaine (23236)   |
| 117. Saint-Silvain-Bas-le-Roc (23240)      | 118. Saint-Silvain-Montaigut (23242)      | 119. Saint-Silvain-sous-Toulx (23243) | 120. Saint-Sulpice-le-Dunois (23244)  |
| 121. Saint-Sulpice-le-Guérétois (23245)    | 122. Saint-Sébastien (23239)              | 123. Saint-Vaury (23247)              | 124. Saint-Victor-en-Marche (23248)   |
| 125. Saint-Yrieix-les-Bois (23250)         | 126. Saint-Éloi (23191)                   | 127. Saint-Étienne-de-Fursac (23192)  | 128. Sainte-Feyre (23193)             |
| 129. Sardent (23168)                       | 130. La Saunière (23169)                  | 131. Savennes (23170)                 | 132. Soubrebost (23173)               |
| 133. Soumans (23174)                       | 134. La Souterraine (23176)               | 135. Tercillat (23252)                | 136. Thauron (23253)                  |
| 137. Toulx-Sainte-Croix (23254)            | 138. Trois-Fonds (23255)                  | 139. Vareilles (23258)                | 140. Vidaillat (23260)                |
| 141. Vigeville (23262)                     | 142. Villard (23263)                      |                                       |                                       |